# Pussy Riot

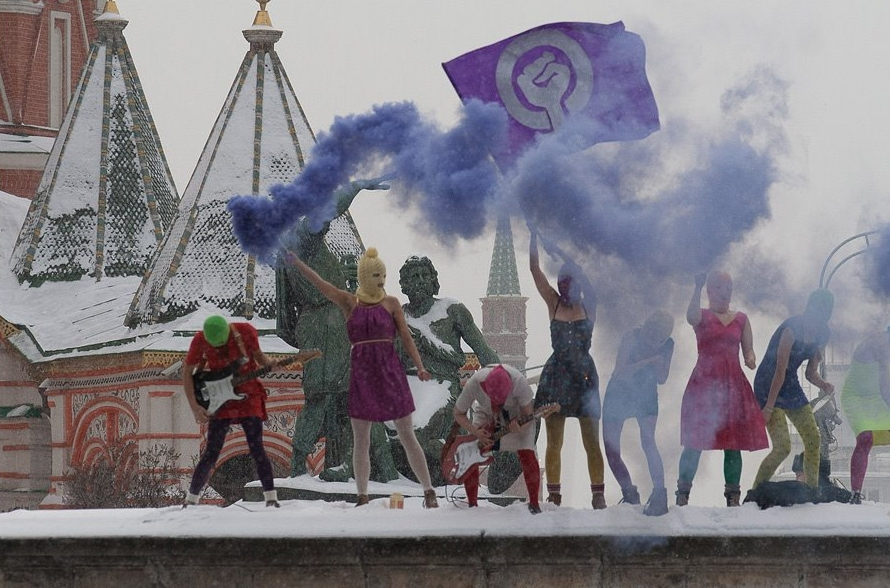
Pussy Riot v Moskvě

Pussy Riot /pʊsi rīət/ je ruská feministická punk rocková protestní skupina se sídlem v Moskvě. Skupina byla založena v říjnu 2011 a má variabilní počet členek ve věku od 20 do 31 let. Skupina je známá pořádáním neohlášených provokativních vystoupení. Tato vystoupení byla doposud většinou nelegální a probíhala na různých často neobvyklých místech: na stanicích metra, střechách trolejbusů, na Rudém náměstí v Moskvě nebo v luxusních buticích navštěvovaných především ruskou vyšší třídou.
Ve své tvorbě se skupina Pussy Riot zabývá problémem nerovnoprávnosti pohlaví, poukazuje na nespokojenost s ruskou vládou a kritizuje různé druhy diskriminace. Podporuje hnutí LGBT v Rusku.
Hlavním objektem jejich kritiky a verbálních útoků je ruský prezident Vladimir Putin, kterému vyčítají sexismus a podporu patriarchálního systému.
Členky skupiny vystupovaly pod pseudonymy. Během svých vystoupení stejně jako při rozhovorech s novináři měly až do svého uvěznění hlavy a tváře zakryty barevnými kuklami. Bez ohledu na počasí byly oblečeny v lehkých šatech a barevných punčocháčích. Skupina se nadále snaží získávat nové členky pomocí internetu, zvláště sociální sítě Facebook.

## 2012

### Události v Katedrále Krista Spasitele
Dne 21. února 2012 pět členek skupiny Pussy Riot vešlo do moskevské Katedrály Krista Spasitele a před ikonostasem začaly křičet text písně „Bohorodičko, vyžeň Putina“ kritizující ruského prezidenta Vladimira Putina a zostuzující ruského patriarchu Kirilla a další duchovní. Po několika frázích písně byly vyvlečeny bezpečnostní službou z chrámu. Text písně, který skupina nazývá „punkovou modlitbou“, také kritizoval propojení ruské pravoslavné církve, prezidenta Putina, dalších politických představitelů a tajné služby FSB.

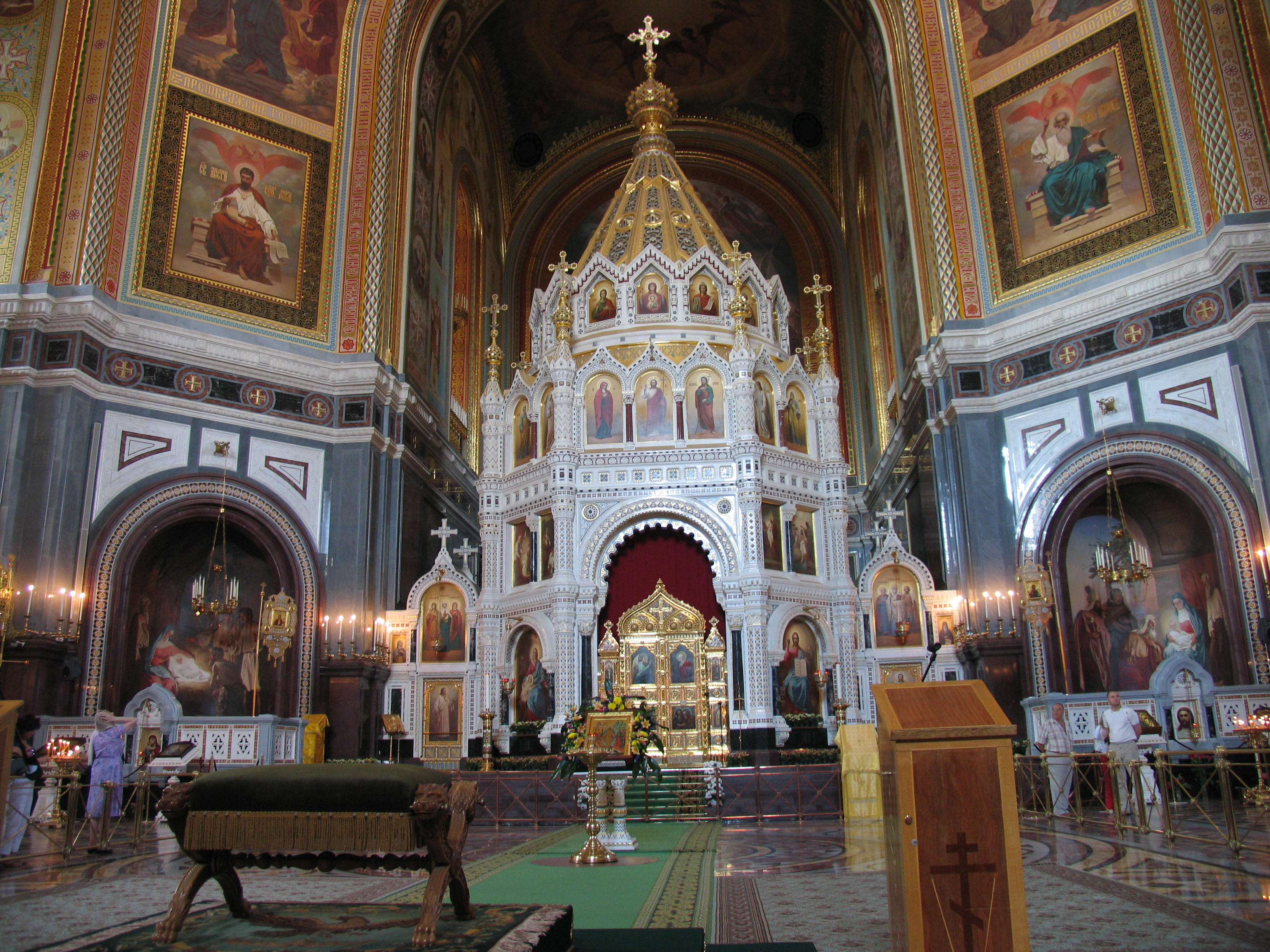
Katedrála Krista Spasitele v Moskvě

Skupina se pokusila přednést tuto svou punkovou modlitbu již o dva dny dříve, 19. února 2012, v Bogojavlenském chrámu v Moskvě. Na vystoupení si přinesly také zesilovací aparaturu a světla. Dívky začaly tancovat, než však stihly použít zesilovací aparaturu a světla, byly bezpečnostní službou vyvedeny mimo chrám. Vystoupení žen nevzbudilo tehdy takovou pozornost, protože bylo provedeno v době, kdy v chrámu nebylo mnoho návštěvníků.
Filmové záznamy z obou zmíněných vystoupení byly dodatečně doplněny o hudbu a celý text písně. Pak byly použity ve videoklipu, který byl umístěn na internet.
Nově zvolený prezident Putin se krátce po incidentu omluvil svým příznivcům a Ruské pravoslavné církvi.
3. března 2012 byly zatčeny Marija Aljochinová a Naděžda Tolokonnikovová, podezřelé z účasti na obou akcích. V polovině března 2012 byla zadržena třetí členka skupiny Jekatěrina Samucevičová, která už byla dříve vyslýchána jako svědkyně. 18. března byla všem třem ženám vazba prodloužena a byly zadržovány až do soudu. Před budovou soudu, který rozhodoval o prodloužení vazby, demonstrovali příznivci i odpůrci skupiny. Ruský ombudsman Vladimir Lukin navrhl propuštění obviněných z vazby. Prokuratura však připravila obvinění podle § 213 ruského trestního zákoníku. Akce Pussy Riot byla kvalifikována jako výtržnictví s charakterem organizovaného zločinu, za což obviněným hrozil až sedmiletý trest vězení. Podle obhájců obviněných byla obvinění nesprávně kvalifikována, protože činem skupiny nebyl poškozen majetek ani nebyl nikdo zraněn.[zdroj?] V ruských médiích je často zmiňováno poškození cítění věřících. Podle průzkumu veřejného mínění považovalo 46 % Rusů eventuální sedmiletý trest vězení za odpovídající vážnosti přestupku.[zdroj?]

### Soudní proces
Soudní proces se skupinou začal 30. července 2012, přelíčení bylo vysíláno v přímém přenosu na internetu. Stíhané členky uvedly, že byly přemlouvány, aby se přiznaly, v tom případě že budou propuštěny. Zpěvačky se však přiznat odmítly. Dne 17. srpna byly moskevským soudem shledány vinnými ze spáchání výtržnictví v pravoslavném chrámu a odsouzeny k dvěma letům vězení. Zdůvodnění rozsudku se mimo jiné odvolává na „urážku Boha“, což podle některých názorů vykazuje znaky inkvizice. Odsouzené se odvolaly, odvolací řízení se konalo v říjnu 2012. Jekatěrině Samucevičové byl trest zmírněn na podmíněný, ostatním členkám byl potvrzen předchozí verdikt.

### Reakce na uvěznění
Proces s Pussy Riot se stal jednou z celosvětově nejsledovanějších ruských událostí od rozpadu Sovětského svazu. Podporu odsouzeným Pussy Riot vyjadřovali lidé po celém světě. Stoupenci ruských punkových umělkyň uspořádali po celém světě přes čtyři desítky protestních akcí, které se konaly například v Paříži, Londýně, Sydney, Washingtonu, Tel Avivu či v Kyjevě. Hudební manažer Romek Hanzlík řekl:

Je naprosto zřetelné, že vláda nebo Putin se snaží zastrašit opozici. A samotná rétorika toho rozsudku, jako narušení veřejného pořádku, je jako ze 70. a 80. let, jakou používal komunistický režim v tehdejším Československu. 
- Rusko - Ruský televizní komentátor Arkadij Mamontov obvinil ve státní televizi Rossija-1 Pussy Riot z toho, že svou „punkovou modlitbu“ provedly na popud Borise Berezovského a „jakýchsi neznámých Američanů“. Protodiakon Andrej Kurajev, známý svými liberálními postoji,[zdroj?] označil Mamontovův dokument za „školu šíření nenávisti“ a řekl:

„Nefandím ani těm dívkám, ani Berezovskému ... Ale proč jitření instinktů vskutku živočišných vydávat za vzor křesťanských ctností? Proč dál rozhojňovat hřích?“. 
Kurajev vystoupil proti přísnému trestu pro Pussy Riot a upozorňoval, že pokud lidé mají dojem, že ty tři mladé ženy jsou nepřítelkyněmi církve, je to velice smutné – už proto, že udělat z někoho nepřítele církve znamená činit ho velkým.. Podpora skupiny Pussy Riot se stala příčinou propuštění protodiakona Kurajeva z Moskevské církevní akademie. Na rozdíl od Andreje Kurajeva jáhen (diakon) Ruské pravoslavné církve Sergej Baranov se kvůli nesouhlasu s rozsudkem nad Pussy Riot dobrovolně zřekl svého kněžského svěcení. Na Facebooku zveřejnil Baranov dopis, v němž dvouletý nepodmíněný trest nad členkami Pussy Riot označil za „pobuřující“ a postoj církve za „lživý a licoměrný“:

Já, nesloužící klerik Tambovské eparchie diakon Sergej Baranov oficiálně vyhlašuji svůj úplný a bezpodmínečný rozchod s Ruskou pravoslavnou církví Moskevského patriarchátu a žádám, aby mne zbavila posvátné hodnosti (diakona). Zůstávám věřícím křesťanem, ale zůstat v jedné církvi s lháři, prospěcháři a pokrytci nepovažuji za možné ... Kauza Pussy Riot ještě víc izolovala ruskou pravoslavnou církev od okolního světa, který i bez toho považuje Rusko za agresivní a nesvobodnou zemi. 
Na vlastní žádost byl Sergej Baranov zbaven vysvěcení. Poté uvrhla pravoslavná církev tohoto bývalého kněze do klatby. Reportér listu „Novaja Gazeta“ v článku „Umlčet jáhna Baranova“ popsal, jak si po zveřejnění dopisu u duchovního podávali dveře nejvyšší představitelé oblasti, církve i příslušníci tajné služby FSB. Poté, co ho podpořil ministr zahraničí Karel Schwarzenberg (TOP 09), se rozhodl odjet do České republiky a požádal o politický azyl, který mu České ministerstvo vnitra udělilo v dubnu 2013 roku.

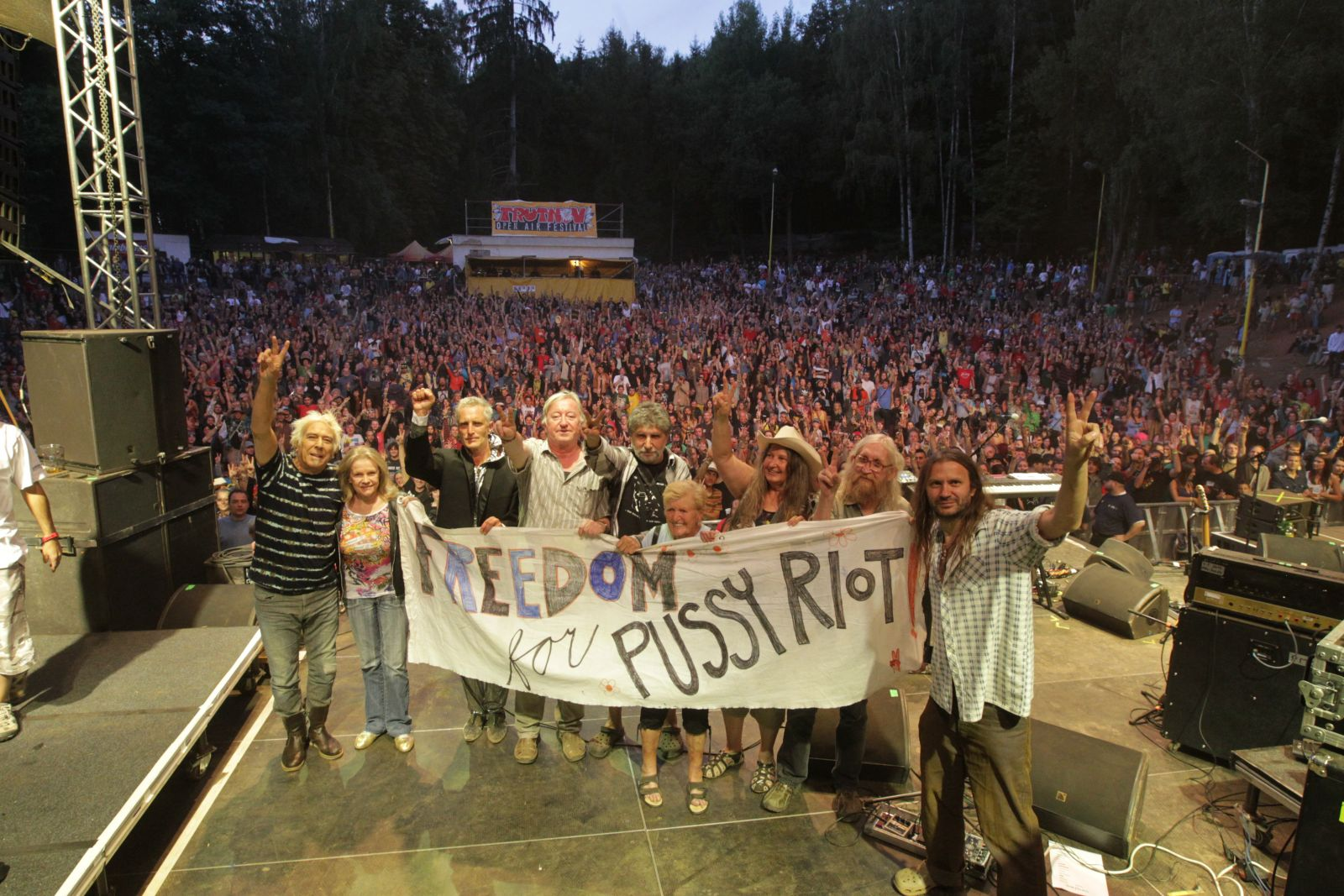
Osobnosti podporující skupinu Pussy Riot na festivalu Trutnov Open Air Festival (2012), zleva: John Cale, Eva Pilarová, Tomáš Hanák, Jiří Lábus, Břetislav Rychlík, Dáda Fajtlová (účastnice festivalu), Dáša Vokatá, Vratislav Brabenec a Martin Věchet (pořadatel)

- Česko - Na uvěznění členek skupiny reagovalo několik českých hudebníků a 15. května 2012 uspořádali v pražském Lucerna Music Baru festival s názvem Už zase zavírají muzikanty.[34] Na koncertě vystoupili například The Plastic People of the Universe, Už jsme doma, Filip Topol, Vlastimil Třešňák, Echt! a další.[35] Demonstrace na jejich podporu byla i na Václavském náměstí v Praze.[36] Vyjádření premiéra Petra Nečase (ODS) o tom, že podpora ruským aktivistkám Pussy Riot může ohrozit tuzemský export[37][38], vyvolalo vlnu reakcí[39]. Podle ministra zahraničí Karla Schwarzenberga a jeho TOP 09 jsou takové výroky velice nešťastné a mohou zpochybnit směřování české zahraniční politiky[40][41]. Postoj Nečase k Pussy Riot pobouřil Karla Schwarzenberga[42], který seznámil stranické kolegy se svým názorem na Nečasova slova:

Předsednictvo TOP 09 je toho názoru, že projevit slabost vůči autoritativním režimům je vždy chybným krokem. 
Favorit prezidentské volby Jan Fischer rovněž poznamenal:

Mrzí mě, že premiér Petr Nečas tak tvrdým způsobem a bez zjevného důvodu zaútočil proti obráncům lidských práv v Tibetu a v Rusku... Demokracie se svobodou projevu stojí a padá. 
Mladí křesťanští demokraté na svém sjezdu vystoupení členek kapely Pussy Riot odsoudili. „Odmítáme zuřivou mediální štvanici obhajující zneužití hlavní ruské katedrály k předem promyšlené kampani urážející pravoslavnou církev i křesťanství vůbec“, uvádí se mimo jiné v jejich prohlášení 
Kardinál Dominik Duka v rozhovoru pro Český rozhlas konstatoval, že média nahlíží na celou událost jen z jedné strany a nezasazují ji do celého kontextu, ve kterém se ctí city a tradice druhých lidí. Jednání skupiny Pussy Riot označil jako hulvátské, připomínající řádění Stalina. Během rockového festivalu v Trutnově se několik tisíc účastníků festivalu (včetně některých organizátorů a účinkujících) nechalo hromadně vyfotografovat s transparentem Freedom for Pussy Riot (česky Svobodu pro Pussy Riot).
- Island - Starosta Reykjavíku Jón Gnarr podpořil v létě 2012 skupinu tak, že jel v otevřeném vozidle s nápisem „Free Pussy Riot“[48].

- Svět - Ze světových umělců podpořili Pussy Riot například Paul McCartney,[49][50] Sting, Peter Gabriel,[51] Faith No More,[52] Red Hot Chili Peppers,[53] John Cale,[47] Franz Ferdinand nebo Madonna.[54] Situace Pussy Riot je někdy přirovnávána ke kriminalizaci undergroundu a skupiny The Plastic People of the Universe v roce 1976.[34]

#### Odsouzené členky
- Marija Aljochinová (* 1988), studovala na Institutu žurnalistiky a tvůrčího psaní v Moskvě. V minulosti pracovala jako dobrovolnice v humanitárních organizacích a angažovala se jako ekologická aktivistka v Greenpeace. Má malé dítě. Během procesu kladla často otázky svědkům, je považována za neoficiální mluvčí Pussy Riot.[55]
- Jekatěrina Samucevičová (* 1982) je programátorka věnující se problematice LGBT. Vystudovala Rodčenkovu školu fotografie a multimédií v Moskvě. Stání u soudu navštěvoval její dědeček Stanislav Samucevič.[56] 10. října 2012 jí byl trest zmírněn na podmíněný.[14]
- Naděžda Tolokonnikovová (* 1989) je studentkou filosofie na Lomonosovově univerzitě v Moskvě, je spjatá s politicky angažovanou street artovou skupinou Vojna. Je vdaná za Pjotra Verzilova ze skupiny Vojna[57] a má pětileté dítě.

## 2013
Marija Aljochinová a Naděžda Tolokonnikovová, které byly zatčeny v březnu 2012, byly společně propuštěny z vězení v prosinci 2013. Poté veřejně prezentovaly své odhodlání se zasazovat o nápravu poměrů v ruských věznicích, nikoli však pod jménem Pussy Riot.

## 2014
6. února 2014 se bývalé členky Pussy Riot Aljochinová a Tolokonnikovová zúčastnily koncertu Amnesty International v Brooklynu, při kterém je pozvala na jeviště americká zpěvačka Madonna.
V únoru 2014 se Aljochinová, Tolokonnikovová a další tři členky Pussy Riot pokusily uspořádat veřejné vystoupení při příležitosti konání Zimní olympiády ve městě Soči. Při improvizovaném koncertě zpívaly píseň Putin nás naučí milovat svoji vlast. Toto shromáždění bylo rozehnáno uniformovanými pořádkovými hlídkami, a to s použitím klacků, obušků a slzného plynu. Několik účastníků happeningu utrpělo zranění a byli ošetřeni v nemocnici.
V březnu 2014 se Aljochinová a Tolokonnikovová staly terčem útoku několika mužů ve městě Nižnij Novgorod. Byly zde polity barvou.
V červenci 2014 podaly Aljochinová a Tolokonnikovová žalobu u Evropského soudu pro lidská práva. Požadují 120 000 eur od ruského státu za morální škody způsobené vězněním.
V listopadu 2014 český prezident Miloš Zeman v rozhlasovém pořadu Hovory z Lán označil Pussy Riot za „pornografickou skupinku“, která je podle něj vinna „minimálně trestným činem výtržnictví v pravoslavném chrámu, nehledě na to, že jedna její členka se účastnila veřejné soulože v pokročilém stadiu těhotenství.“ Vzápětí se Zeman zeptal moderátora, zda ví, co je to „passy“ (moderátor ihned opravil nesprávnou výslovnost), a hned si sám odpověděl: „Kunda. V textech této skupiny je kunda sem, kunda tam, opravdu dokonalý případ politického vězně jako vyšitej“. (Ve skutečnosti se ale v žádném textu Pussy Riot, kromě písně „Straight Outta Vagina“ z roku 2016, nevyskytuje anglické slovo „pussy“.) Ve stejném rozhovoru vyjmul z kategorie politických vězňů také Michaila Chodorkovského.
Asi deset dní nato se Aljochinová a Tolokonnikovová (té se týkala Zemanova narážka na „jednu členku, která se účastnila veřejné soulože“) během své návštěvy Velké Británie vyjádřily k Zemanovým výrokům. Pro deník The Guardian prohlásily, že Zeman je jedním z evropských levicových politiků, kteří nerozumí dění v Rusku. Dále uvedly, že Zeman nerozumí punku, pročež by se k jejich produkci neměl vyjadřovat, a na závěr jeho výroky označily za chování „typického patriarchálního hlupáka“. V rozhovoru pro Českou televizi se vyjádřily diplomatičtěji: „Je dost zvláštní, že český prezident neviděl rozdíl mezi kontrakulturou a alternativní kulturou, kterou je také punková kultura, a oficiální kulturou, v níž se pohybuje on.“ Prezident Zeman kontroval výzvou českým médiím, aby zveřejnila dle jeho soudu „pornografické“ fotografie Tolokonnikovové z roku 2008 při happeningové souloži v Národním biologickém muzeu v Moskvě. Tato akce však s Pussy Riot přímo nesouvisela; šlo o akci street-artové skupiny Vojna, jejíž členkou Tolokonnikovová tehdy byla. Při této akci Tolokonnikovová skutečně souložila ve vysokém stupni těhotenství se svým mužem, a to před transparentem skupiny za přítomnosti asi 12 dalších osob a fotografa.

## 2018
V prosinci 2018 Evropský soud pro lidská práva (ESLP) rozhodl, že ruské soudy v případu koncertu v moskevském chrámu v roce 2012 porušily práva odsouzených a evropské úmluvy o ochraně lidských práv. Dle ESLP navíc měl Ruský nejvyšší soud případ znovu otevřít a původní rozsudky zrušit. V listopadu 2019 Rusko třem odsouzeným členkám skupiny vyplatilo 37 000 eur (950 000 korun).

## Ocenění
Skupina byla v září 2012 nominována na cenu Andreje Sacharova, která se uděluje osobnostem zasazujícím se o lidská práva a svobodu. Na ocenění je doporučili poslanci Evropského parlamentu, který cenu uděluje. Cenu však skupina nakonec nezískala.
V roce 2014 získala skupina Cenu Václava Havla za kreativní disent.

## Film
V roce 2013 byl o skupině natočen britsko-ruský dokumentární film Pussy Riot: A Punk Prayer (rusky Показательный процесс: История Pussy Riot) režisérů Mike Lernera a producenta Maxima Pozdorovkina. Zabývá se především průběhem soudního procesu s Pussy Riot a obsahuje také rozhovory s rodinnými příslušníky členek skupiny. Dokument je jedním z 15 nominovaných na ocenění Oscar za nejlepší dokumentární film 2014. Byl také odměněn zvláštní cenou poroty v kategorii dokumentární světový film na americkém festivalu nezávislých filmů Sundance.

## Název
Podle jedné z členek je název kapely odvozen z následující metafory: Ženský pohlavní orgán je poddajný a přijímá, co je do něj vloženo. Sexisté mají představu, že ženy by měly být stejně submisivní. Vladimir Putin říká Rusům, jak mají žít. Pussy Riot se chce vzepřít tomuto zavedenému společenskému pořádku.

### Český překlad
Kontroverzní společenská přijatelnost názvu Pussy Riot vychází z dvojznačnosti anglického slova „pussy“, které má význam zdrobněliny pro kočku (kotě, kočíčka, číča,..), zbabělce, tak i vulgárního výrazu pro ženský pohlavní orgán (kunda, píča,…), analogicky k českému výrazu „číča“. Výraz Pussy se používá například v anglickém názvu Vrby pestré (Salix discolor) - Pussy willow. Podobným příkladem může být například název kapely Revolting Cocks, kde slovo „cock“ nese význam jak pro mužský pohlavní orgán, tak i pro kohouta. V českém prostředí se jako příklad nabízí aktivistická umělecká skupina Ztohoven.
Časopis Týden navrhuje několik možných překladů názvu kapely do českého jazyka. Možnými překlady jsou například: Kundí virvál, Kundí rachot nebo Vzpurné číči.
Pavlína O’Toole dává název do souvislosti s bojovně feministickou názorovou orientací členek kapely. Pussy Riot je podle ní zažité slangové pojmenování pro běsnící ženy, „zejména pokud mají zrovna svůj čas v měsíci a hormóny pracují“. Poznamenává také, že slovo pussy se správně vyslovuje /pusy/. Slovo pussy vyslovované jako /pasy/ znamená „hnisavý“.